# Super Trouper
Super Trouper é o sétimo álbum de estúdio do grupo sueco ABBA, lançado primeiramente na Suécia em 3 de novembro de 1980. A sonoridade é majoritariamente de música pop, o que o difere de seu antecessor.
Pra promovê-lo foram escolhidas seis canções como singles: "The Winner Takes It All", "On and On and On", a faixa-título, "Happy New Year", "Andate, Andate" e "Lay All Your Love on Me", todos com boas posições nas paradas musicais ao redor do mundo. Com exceção de "Andate, Andate", foram criados videoclipes para todos os singles.
Comercialmente, tornou-se o mais vendido de 1980 no Reino Unido, país no qual os singles "Super Trouper" e "The Winner Takes It All", alcançaram a primeira posição. Essa última, é conhecida no Brasil, por ter sido incluída na trilha sonora internacional da telenovela da Rede Globo Coração Alado (1980-1981).
Estima-se que as vendas sejam em torno de 8 milhões de cópias no mundo, o que o torna o segundo mais bem sucedido (de estúdio) lançado pelo quarteto.

## Antecedentes e contexto
Em 1979, o ABBA desfrutou de um dos períodos de maior sucesso em sua carreira. Os discos Voulez-Vous e Greatest Hits Vol. 2, atingiram boas posições nas paradas musicais e venderam milhões de cópias. Nesse contexto, os integrantes  Björn Ulvaeus e Agnetha Fältskog estavam se divorciando e as gravações para o que seria o sétimo álbum de estúdio tinham começado.

## Produção e gravação
No verão de 1979, Ulvaeus e Benny Andersson começaram a escrever "The Winner Takes It All" em uma casa de campo na ilha de Viggsö. De acordo com Ulvaeus, ele bebeu uísque enquanto escrevia, e foi a letra mais rápida que tinha escrito: "Eu estava bêbado, e toda a letra veio a mim em uma onda de emoção em uma hora". Também revelou que quando ele deu a letra para Fältskog ler, "uma lágrima ou duas brotaram em seus olhos. Porque as palavras realmente a emocionaram".
Em entrevistas, Ulvaeus nega que a música seja sobre o divórcio dele com Fältskog, revelando que a base da música "é a experiência de um divórcio, mas é ficção. Porque uma coisa que posso dizer é que não houve um vencedor ou um perdedor no nosso caso. Muita gente acha que está fora da realidade, mas não é". Ele admitiu que a mágoa de sua separação inspirou a música, mas observou que as palavras da música não devem ser interpretadas literalmente. "Nem Agnetha nem eu fomos vencedores em nosso divórcio".
As vidas dos membros nos círculos da alta sociedade de Estocolmo coloriram a letra de "On and On and On". Outras músicas conhecidas incluem a faixa-título, bem como a música dance-eletrônica "Lay All Your Love on Me".
Devido aos boicotes a música disco naquela época, o ABBA retornou a um som pop, em oposição a Voulez-Vous (que visivelmente mais voltado para o estilo). A última canção é "The Way Old Friends Do", que foi gravada ao vivo durante a turnê de 1979.

### Título e capa
Super Trouper é uma marca de holofotes direcionais (registrada e de propriedade da Strong Entertainment Lighting), que são usados para seguir um artista no palco. O designer da capa, Rune Söderqvist, decidiu usar o tema dos holofotes e fotografar o grupo cercado por artistas de circo, em Piccadilly Circus, Londres.
Depois de descobrir que havia uma lei que impedia qualquer artista ou animal de aparecer no centro da cidade, eles convidaram os membros de dois circos locais para o Europa Film Studios, em Estocolmo, para tirar a fotografia.
Vários amigos do ABBA também foram convidados e os seguintes aparecem na capa: Görel Hanser (vice-presidente da Polar Music que posteriormente se casou com o fotógrafo da banda Anders Hanser), Berka Bergkvist (outro funcionário da Polar Music), Tomas Ledin, e Anders Andersson (filho do empresário do ABBA).
Ao mesmo tempo, Lasse Hallström filmou cenas que acabaram sendo usadas nos vídeos de "Happy New Year", "Felicidad" e "Super Trouper", embora este último ainda não tivesse sido composto na época.

## Lançamento
No formato CD, sua primeira tiragem foi lançada em 1983, pela Atlantic Records e pela Internacional Polar, Na década de 1990, a gravadora Polydor o lançou nos EUA. Após essas versões, foi remasterizado digitalmente e reeditado quatro vezes: 1997, 2001, em 2005 como parte do box set The Complete Studio Recordings e como uma edição Deluxe (que contém um DVD bônus), em 2011.

## Recepção crítica
| Críticas profissionais            | Críticas profissionais |
| Avaliações da crítica             | Avaliações da crítica  |
| Fonte                             | Avaliação              |
| --------------------------------- | ---------------------- |
| AllMusic                          | [ 5 ]                  |
| Blender                           | [ 13 ]                 |
| The Daily Vault                   | A−                     |
| The Encyclopedia of Popular Music | [ 15 ]                 |
| rollingstone.de                   | [ 16 ]                 |
| The Rolling Stone Album Guide     | [ 17 ]                 |
| Smash Hits                        | 5/10                   |

As resenhas dos crítico de música foram, em maioria, favoráveis. 
William Ruhlmann do site AllMusic, avaliou com quatro de cinco estrelas e observou que "Super Trouper mostra o ABBA, sempre atento às tendências, levando em conta a passagem da discoteca e retornando ao o som pop/rock típico de seus primeiros álbuns" mas com letras que apresentam "uma quantidade incomum de infelicidade".
Douglas Wolk, da revista Blender, deu quatro estrelas de cinco e escreveu que embora as letras mostrem um "lado negro" do grupo como "estar cansado do show business", e a abordagem do divórcio de Agnetha e Björn, há "muita alegria" como a música "Lay All Your Love On Me".
Christopher Thelen, do The Daily Vault deu uma nota A- e escreveu que "o que quer que estivesse acontecendo com a banda, interna ou externamente, eles foram capazes de pegar e dar o melhor toque criativo nele. O resultado foi possivelmente seu melhor álbum".
A contraparte alemã da revista Rolling Stone e o The Rolling Stone Album Guide deram quatro de cinco estrelas, enquanto a revista Smash Hits e A Enciclopédia da Música Popular escreveram críticas mistas.

## Lista de faixas
Créditos adaptados do LP e dos CDs de ABBA.
Todas as faixas foram escritas por Benny Andersson e Björn Ulvaeus exceto onde anotado.
| Side one |                           |         |  |
| N.º      | Título                    | Duração |  |
| 1.       | "Super Trouper"           | 4:13    |  |
| 2.       | "The Winner Takes It All" | 4:55    |  |
| 3.       | "On and On and On"        | 3:41    |  |
| 4.       | "Andante, Andante"        | 4:38    |  |
| 5.       | "Me and I"                | 4:53    |  |

| Side two       |                                 |         |  |
| N.º            | Título                          | Duração |  |
| 1.             | "Happy New Year"                | 4:24    |  |
| 2.             | "Our Last Summer"               | 4:18    |  |
| 3.             | "The Piper"                     | 3:25    |  |
| 4.             | "Lay All Your Love on Me"       | 4:33    |  |
| 5.             | "The Way Old Friends Do" (live) | 2:53    |  |
| Duração total: | Duração total:                  | 41:53   |  |

| 1997 CD edition bonus tracks |                                               |         |  |
| N.º                          | Título                                        | Duração |  |
| 11.                          | "Gimme! Gimme! Gimme! (A Man After Midnight)" | 4:53    |  |
| 12.                          | "Elaine"                                      | 3:44    |  |
| 13.                          | "Put On Your White Sombrero"                  | 4:34    |  |

| 2001 CD edition bonus tracks |                              |         |  |
| N.º                          | Título                       | Duração |  |
| 11.                          | "Elaine"                     | 3:44    |  |
| 12.                          | "Put On Your White Sombrero" | 4:34    |  |

| The Complete Studio Recordings bonus tracks |                                                 |         |  |
| N.º                                         | Título                                          | Duração |  |
| 11.                                         | "Elaine"                                        | 3:45    |  |
| 12.                                         | "Andante, Andante" (Spanish version)            | 4:40    |  |
| 13.                                         | "Felicidad" (Spanish version of Happy New Year) | 4:24    |  |

| 2011 deluxe edition (The Superlative Album) bonus tracks |                                                      |         |  |
| N.º                                                      | Título                                               | Duração |  |
| 11.                                                      | "Elaine"                                             | 3:45    |  |
| 12.                                                      | "On and On and On" (full length version; stereo mix) | 4:15    |  |
| 13.                                                      | "Put On Your White Sombrero"                         | 4:34    |  |
| 14.                                                      | "Andante, Andante" (Spanish version)                 | 4:40    |  |
| 15.                                                      | "Felicidad" (Spanish version of Happy New Year)      | 4:24    |  |

| 2011 deluxe edition DVD | |         |  |
| N.º                     | Título | Duração |  |
| 1.                      | "ABBA on German TV" (Show Express, ZDF)                                                                         |         |  |
| 2.                      | "Happy New Year" (SVT)                                                                                          |         |  |
| 3.                      | "Words and Music" (documentary)                                                                                 |         |  |
| 4.                      | "Somewhere in the Crowd There's You – On Location with ABBA" (Featurette: Making of Super Trouper Album Sleeve) |         |  |
| 5.                      | "Super Trouper" (remastered promo clip)                                                                         |         |  |
| 6.                      | "Happy New Year" (remastered promo clip)                                                                        |         |  |
| 7.                      | "Super Trouper TV Commercial I" (UK)                                                                            |         |  |
| 8.                      | "Super Trouper TV Commercial II" (UK)                                                                           |         |  |
| 9.                      | "International Sleeve Gallery"                                                                                  |         |  |

## Tabelas
| Tabela musical (1980-81)                 | Melhor posição |
| ---------------------------------------- | -------------- |
| Australian Albums (Kent Music Report)    | 5              |
| Áustria (Ö3 Austria Top 40)              | 3              |
| Belgian Albums (HUMO)                    | 1              |
| Canadian Albums (RPM)                    | 10             |
| Países Baixos (Dutch Charts)             | 1              |
| Finnish Albums (Suomen virallinen lista) | 1              |
| Alemanha (Offizielle Deutsche Charts)    | 1              |
| Japanese Albums (Oricon)                 | 8              |
| Nova Zelândia (RMNZ)                     | 5              |
| Noruega (VG-lista)                       | 1              |
| Suécia (Sverigetopplistan)               | 1              |
| Reino Unido (Official Albums Chart)      | 1              |
| Estados Unidos (Billboard 200)           | 17             |
| Tabela musical (2018–21)                 | Melhor posição |
| Bélgica (Ultratop Flandres)              | 52             |
| Bélgica (Ultratop Valônia)               | 178            |
| Países Baixos (Dutch Charts)             | 52             |
| Alemanha (Offizielle Deutsche Charts)    | 32             |
| Noruega (VG-lista)                       | 38             |
| Suécia (Sverigetopplistan)               | 12             |

| Tabela musical (1980)                 | Posição |
| ------------------------------------- | ------- |
| Dutch Albums (Album Top 100)          | 5       |
| UK Albums (OCC)                       | 1       |
| Tabela musical (1981)                 | Posição |
| Australian Albums (Kent Music Report) | 43      |
| Austrian Albums (Ö3 Austria)          | 4       |
| Canada Top Albums/CDs (RPM)           | 30      |
| Dutch Albums (Album Top 100)          | 29      |
| German Albums (Offizielle Top 100)    | 2       |
| Japanese Albums (Oricon)              | 41      |
| US Billboard 200                      | 33      |

| Tabela musical (1980s)       | Posição |
| ---------------------------- | ------- |
| Austrian Albums (Ö3 Austria) | 45      |

## Certificações e vendas
| Região                                                                                             | Certificação | Vendas    |
| -------------------------------------------------------------------------------------------------- | ------------ | --------- |
| África do Sul                                                                                      | —            | 50,000    |
| Alemanha (BVMI)                                                                                    | 2× Platina   | 1,000,000 |
| Argentina (CAPIF)                                                                                  | —            | 170,000   |
| Austrália (ARIA)                                                                                   | Platina      | 50,000    |
| Brasil (Pro-Música Brasil)                                                                         | Ouro         | 100,000*  |
| Canadá (Music Canada)                                                                              | —            | 400,000   |
| Dinamarca (IFPI Dinamarca)                                                                         | Ouro         | 10,000^   |
| Espanha (PROMUSICAE)                                                                               | Platina      | 100,000   |
| Estados Unidos (RIAA)                                                                              | Ouro         | 500,000^  |
| Finlândia (IFPI Finlândia)                                                                         | Diamante     | 50,522    |
| França (SNEP)                                                                                      | —            | 250,000   |
| Hong Kong (IFPI Hong Kong Group)                                                                   | Platina      | 10,000*   |
| Japão (RIAJ)                                                                                       | —            | 219,000   |
| Reino Unido (BPI)                                                                                  | Platina      | 1,250,000 |
| Resumos                                                                                            |              |           |
| Mundo                                                                                              | —            | 8,000,000 |
| *números de vendas baseados somente na certificação ^distribuições baseadas apenas na certificação |              |           |